# Anatol Leszczyński
Anatol Leszczyński właściwie Natan Lichtenstein (ur. 4 stycznia 1921 w Choroszczy, zm. 15 września 1996 w Warszawie) – polski historyk, pułkownik ludowego Wojska Polskiego żydowskiego pochodzenia.

## Życiorys
Urodził się jako Natan Lichtenstein 4 stycznia 1921 roku w Choroszczy, w żydowskiej rodzinie Jakuba i Idy z Goldsteinów. Ojciec był cenionym w miasteczku aptekarzem, a w latach 1931–1935 sprawował godność burmistrza miasta. Matka, Ida była lekarzem dentystą. Natan uczył się w chaderze i w szkole powszechnej. W 1932 roku podjął naukę w białostockim prywatnym gimnazjum doktora Gutmana, zamieszkał u dziadka Abrama Lichtensteina, prezesa Wojewódzkiego Związku Kupców Żydowskich. W okresie nauki w hebrajskim gimnazjum w Białymstoku był związany z Akademicką Korporacją Syjonistyczno-Rewizjonistyczną „Aronia”.
W 1935 roku rodzina przeniosła się do Białegostoku i zamieszkała przy ulicy Dąbrowskiego 14. Przed rozpoczęciem II wojny światowej Natan zdał maturę. Podczas okupacji sowieckiej ukończył kurs weterynaryjny i rozpoczął pracę jako rachmistrz w rzeźni miejskiej w Białymstoku. Jesienią 1940 roku wyjechał do Witebska, podjął studia w Instytucie Weterynarii. Po ukończeniu dwóch semestrów znalazł się w lipcu 1941 roku w Armii Czerwonej. Walczył m.in. pod Smoleńskiem, Moskwą i Woroneżem. We wrześniu 1944 roku został przeniesiony w stopniu chorążego do ludowego Wojska Polskiego. W 1945 roku ożenił się z Jadwigą Kotalą. W Białymstoku nie zastał rodziny – rodziców i brata zamordowali hitlerowcy.
Po zakończeniu wojny pozostał w wojsku i dosłużył się stopnia pułkownika. W od 1947 do 1950 roku studiował na Wydziale Dyplomatycznym Akademii Nauk Politycznych w Warszawie, a w roku 1957 ukończył studia magisterskie w Szkole Głównej Służby Zagranicznej. We wrześniu 1967 roku na fali zwolnień oficerów pochodzenia żydowskiego został przeniesiony do rezerwy.
W 1969 roku podjął pracę w Żydowskim Instytucie Historycznym. W 1977 roku otrzymał tytuł doktora nauk humanistycznych w Wyższej Szkole Pedagogicznej w Opolu – promotorem pracy „Żydzi Ziemi Bielskiej od połowy XVII w. do 1795 r. Studium osadnicze, prawne i ekonomiczne” był prof. Maurycy Horn. Od stycznia 1978 roku otrzymał stanowisko adiunkta ŻIH, a od 1982 roku był także członkiem redakcji Biuletynu ŻIH.
Współorganizował międzynarodowe konferencje dotyczące dziejów Żydów Białostocczyzny.
Zmarł w 15 września 1996 roku.
Opublikował 35 prac naukowych. Były to przyczynki do dziejów ludności żydowskiej Ziemi Bielskiej i Białostocczyzny od końca XV wieku do 1945 roku, publikacje dokumentów źródłowych (z Archiwum Głównego Akt Dawnych w Warszawie i Biblioteki Muzeum Czartoryskich w Krakowie), recenzje i sprawozdania naukowe.